# Mosaic
Mosaic var en av de första grafiska webbläsarna och släpptes 1993 av NCSA beläget i amerikanska delstaten Illinois. Den föregicks av de mindre kända webbläsarna WorldWideWeb, Erwise och ViolaWWW, men var den första webbläsaren som fick ett brett genomslag.

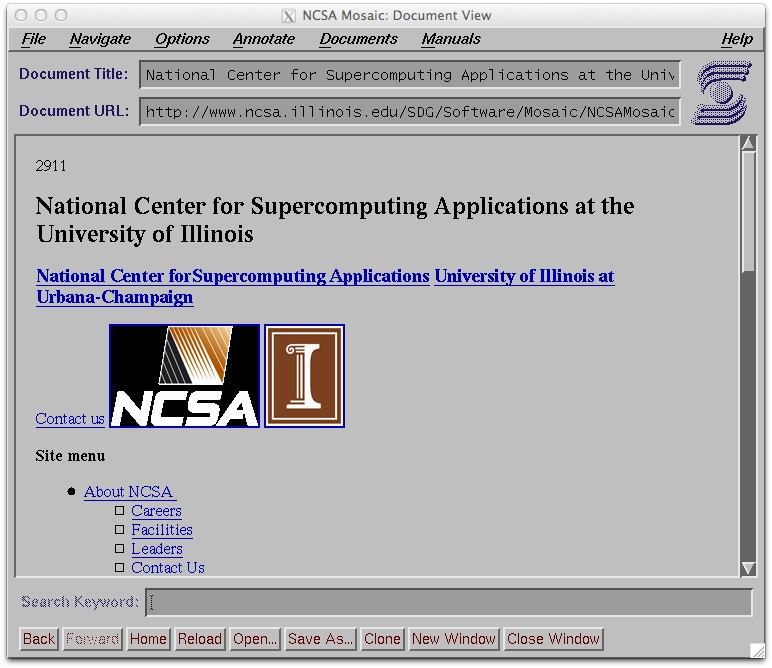
NCSA Mosaic 2.7 för Unix

## Historia
Utvecklingen av Mosaic påbörjades i december 1992 vid National Center for Supercomputing Applications (NCSA) på University of Illinois. Version 1.0 släpptes 22 april 1993 och utvecklingsversioner hade då sedan länge stött trafik över såväl HTTP som FTP, gopher och NNTP.
11 november 1993 släpptes version 1.0 för Windows, vilket för första gången gav den breda allmänheten tillgång till en grafisk webbläsare. Tidigare hade surfandet varit textbaserat och med Mosaic kunde användarna se grafik, bilder, ljud och video som visades tillsammans med texten, istället för i separata fönster vilket var vanligt tidigare. Eftersom NCSA utvecklade webben i nära samarbete med CERN i schweiziska Genève, så kunde man försäkra sig om att man helt och hållet följde W3C-standarden. År 1995 hade Mosaic en marknadsandel på 53 %.
Marc Andreessen ingick i gruppen av programmerare som utvecklade Mosaic. Han såg möjligheterna med World Wide Web och startade företaget Netscape, som 1994 släppte en egen webbläsare, Netscape Navigator. Netscapes webbläsare växte snabbt, och var marknadsledande fram till 1999, då Microsofts webbläsare Internet Explorer blev störst på marknaden. År 1995 hade Microsoft licensierat tekniken bakom Mosaic för att skapa Internet Explorer som fram till version 7 indirekt var baserad på Mosaic.
Utvecklingen av Mosaic lades ner 7 januari 1997.